# Texas Relays
Les Clyde Littlefield Texas Relays sont une compétition d'athlétisme annuelle ayant lieu au Mike A. Myers Stadium d'Austin au Texas. L'Université du Texas fait office d'hôte pour cet événement qui se déroule traditionnellement le premier ou le deuxième week-end d'avril. La réunion est ouverte aux lycées, aux universités et aux coureurs professionnels de renommée internationale. La 86e édition des Texas Relays s'est tenue du 27 au 30 mars 2013.

## Historique
À cause des conditions hivernales difficiles des Kansas Relays, les Texas Relays sont créés en 1925 par l'entraîneur d'athlétisme Clyde Littlefield et Theo Bellmont. Au départ, l'événement est uniquement ouvert aux hommes.
Les Relays se tiennent au Memorial Stadium jusqu'en 1999 date à laquelle le Mike A. Myers Stadium est inauguré. Le meeting est annulé de 1932 à 1934 pendant la Grande Dépression. Les épreuves féminines sont introduites en 1963.
Dans les premières années d'existence de la compétition, plusieurs campagnes publicitaires sont lancées pour la promouvoir au niveau de l'état. Le plus célèbre d'entre elles fut celle de 1927 au cours de laquelle trois Tarahumaras participent aux Relays. En effet, ces hommes ont la réputation d'être de redoutables coureurs de fond puisqu'on dit d'eux qu'ils n'arrêtent jamais de courir. Une course est donc organisée entre eux et des athlètes de San Antonio. Après 14 heures et 53 minutes de course, et 89 miles parcourus, les deux équipes font match nul.
En 1977, on introduit pour la première fois les temps électroniques et le médaillé d'or des Jeux de Montréal John Wesley Jones réalise un temps de 9 s 85 sur 100 m. Néanmoins ce temps qui aurait constitué un nouveau record du monde de la distance est invalidé pour cause de mauvais fonctionnement du système de mesure.
Actuellement, les Texas Relays constituent le deuxième plus grand meeting d'athlétisme aux États-Unis, seulement dépassés par les Penn Relays. Aujourd'hui, Environ 50 000 spectateurs et 5 000 athlètes participent à la réunion chaque année